# Porsche 917
Porsche 917 byl závodní automobil německé značky Porsche určený pro okruhy Le Mans. Veřejnosti se představil na Ženevském autosalonu v roce 1969. Po úpravách v roce 1973 vznikl model 917/30 s výkonem 820 kW/1100 hp, který dosáhl rychlosti 100 km/h za pouhé 2,2 s, 200 km/h za 5,3 s a 320 km/h za 13,4 s. Maximální rychlost byla u normální  verze až 385 km/h, avšak úplně té nejvyšší (413 km/h) dosáhl v roce 1973 Mark Donahue.

## Externí odkazy

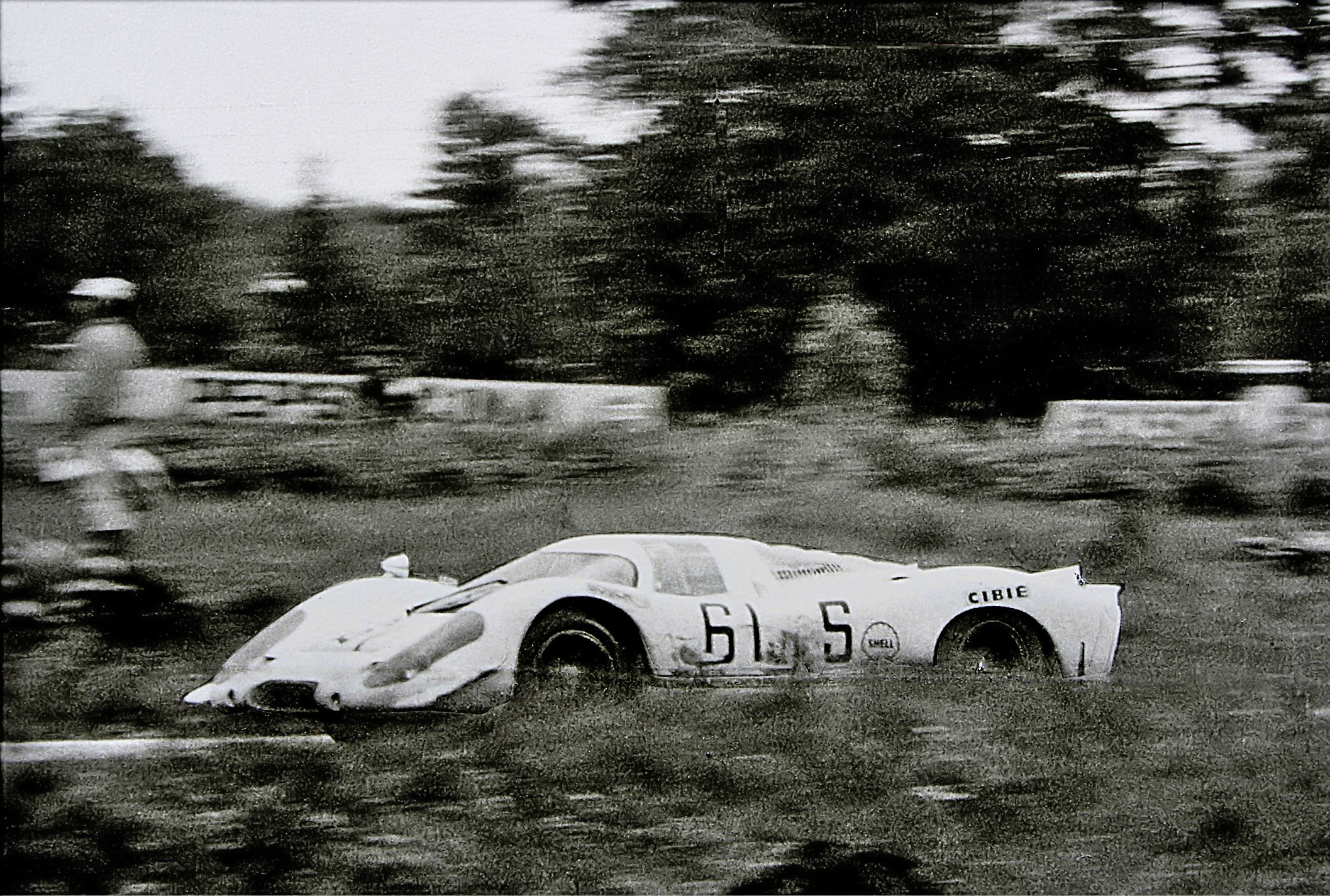
Porsche 917 1.6.1969 při závodu ADAC 1000 km Nürburgringu. Za volantem se střídali jezdci Gardner a Piper

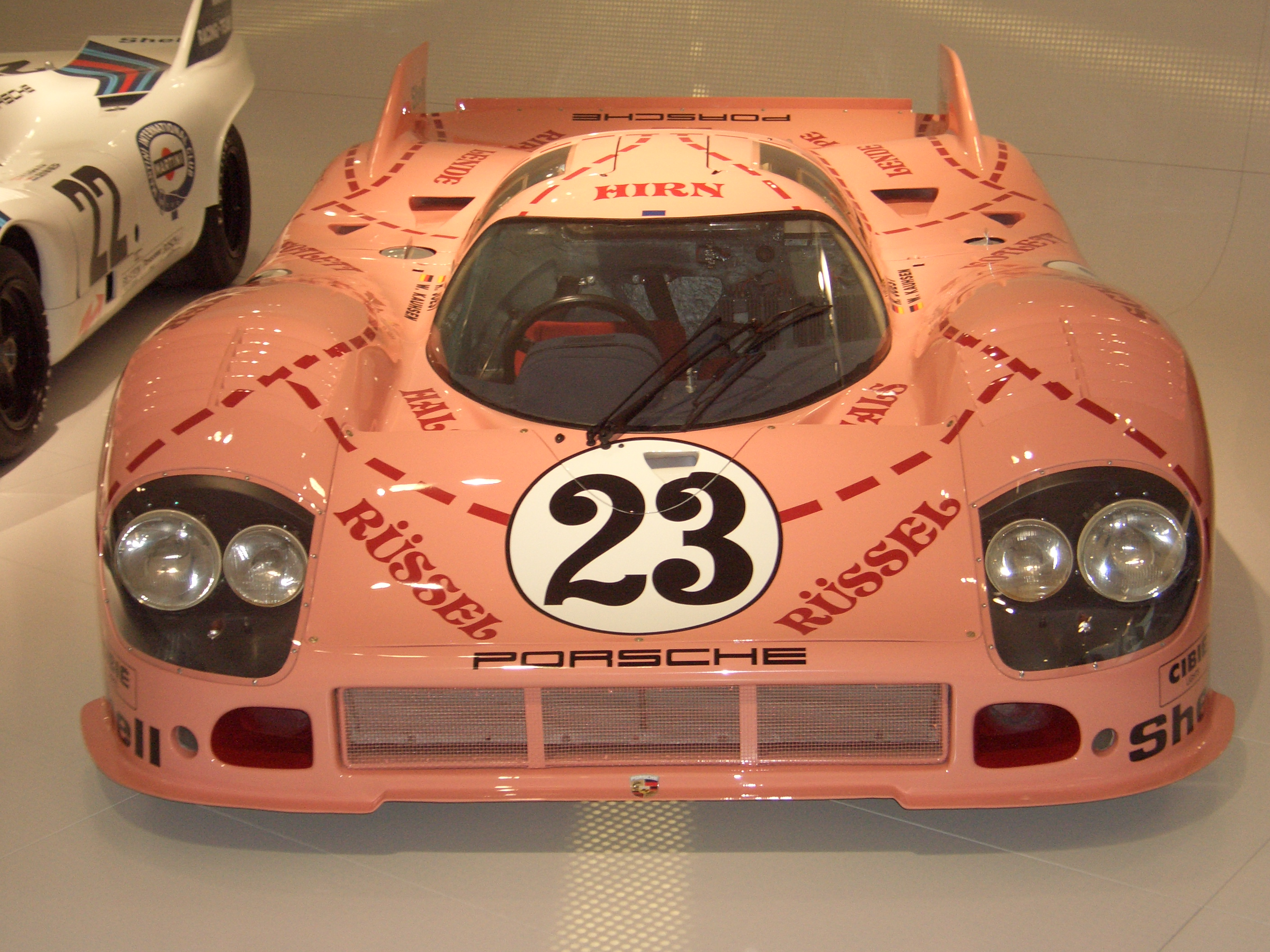
Porsche 917/20 v růžovém provedení